# 伍汉持

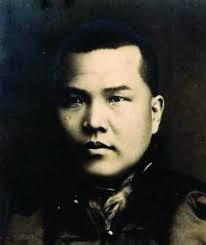
革命党人伍汉持

伍汉持（1872年—1913年8月19日），广东台山人，基督徒，中国近代医学家。
早年在广东开平、香港、广州等地创办医馆，是创建私立广东光华医学院的主要发起者之一，后参加辛亥革命。民国元年，担任中华民国第一届国会第一期常会众议员，宋教仁被刺案爆发后，伍汉持发起袁世凯弹劾案。1913年8月1日，在天津被捕；同年8月19日被秘密杀害。他也是首位为共和流血牺牲的国会议员。1937年，伍汉持长女伍智梅回国，创建伍汉持医院（中山大学附属肿瘤医院前身），并将伍汉持遗体迁葬于院内。
文化大革命期間，「伍漢持先生紀念碑」被醫院內的一名職員掩埋藏好才避免被毀。
2010年11月，腫瘤醫院在興建新大樓時發現烈士伍漢持的遺骨，後將其暫轉於粵軍第一師諸先烈紀念碑旁安放，2012年3月底移回。现位于广州市先烈路。
伍汉持有一女三男，女儿伍智梅，儿子伍伯良、伍伯就、伍伯胜。

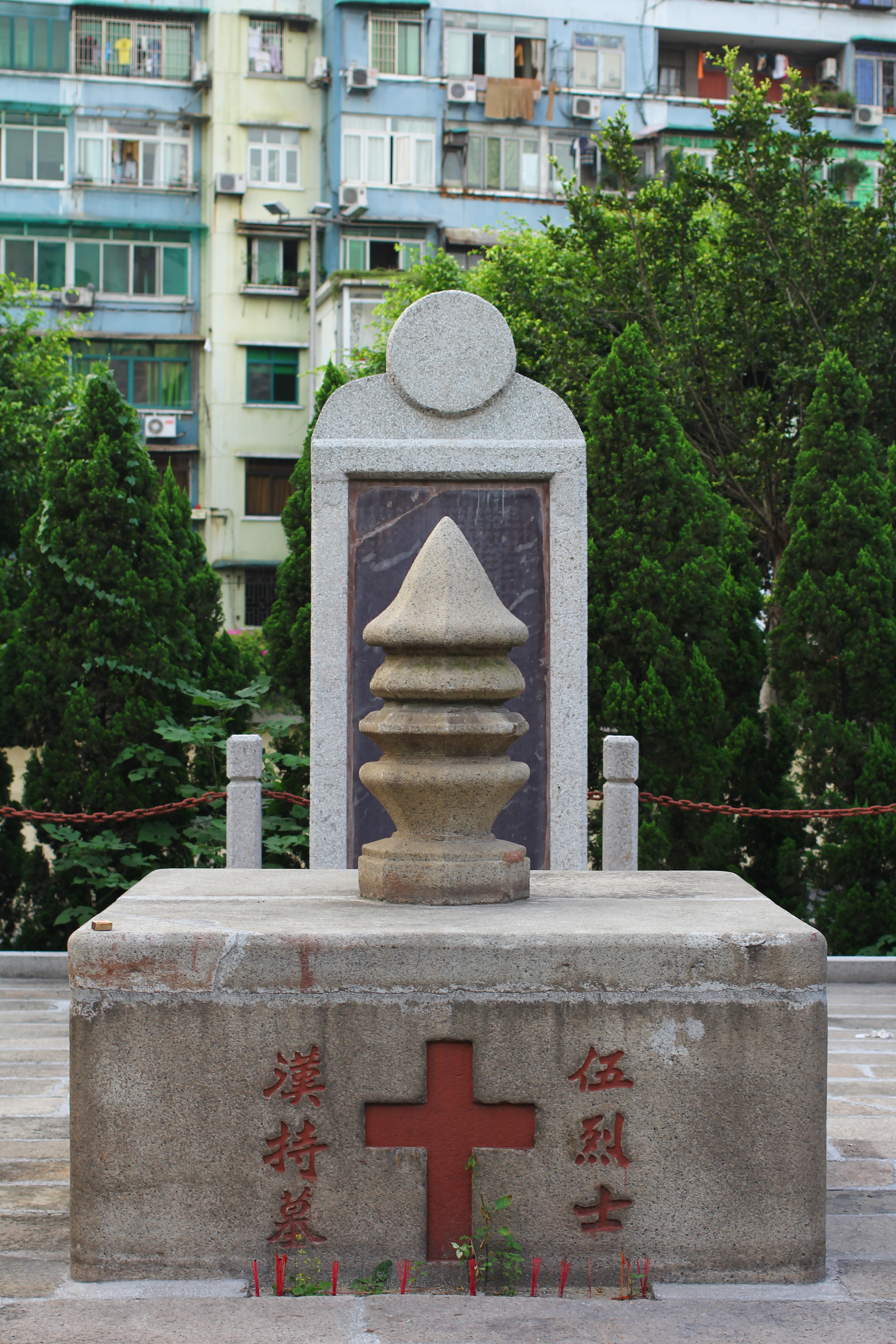
伍漢持墓
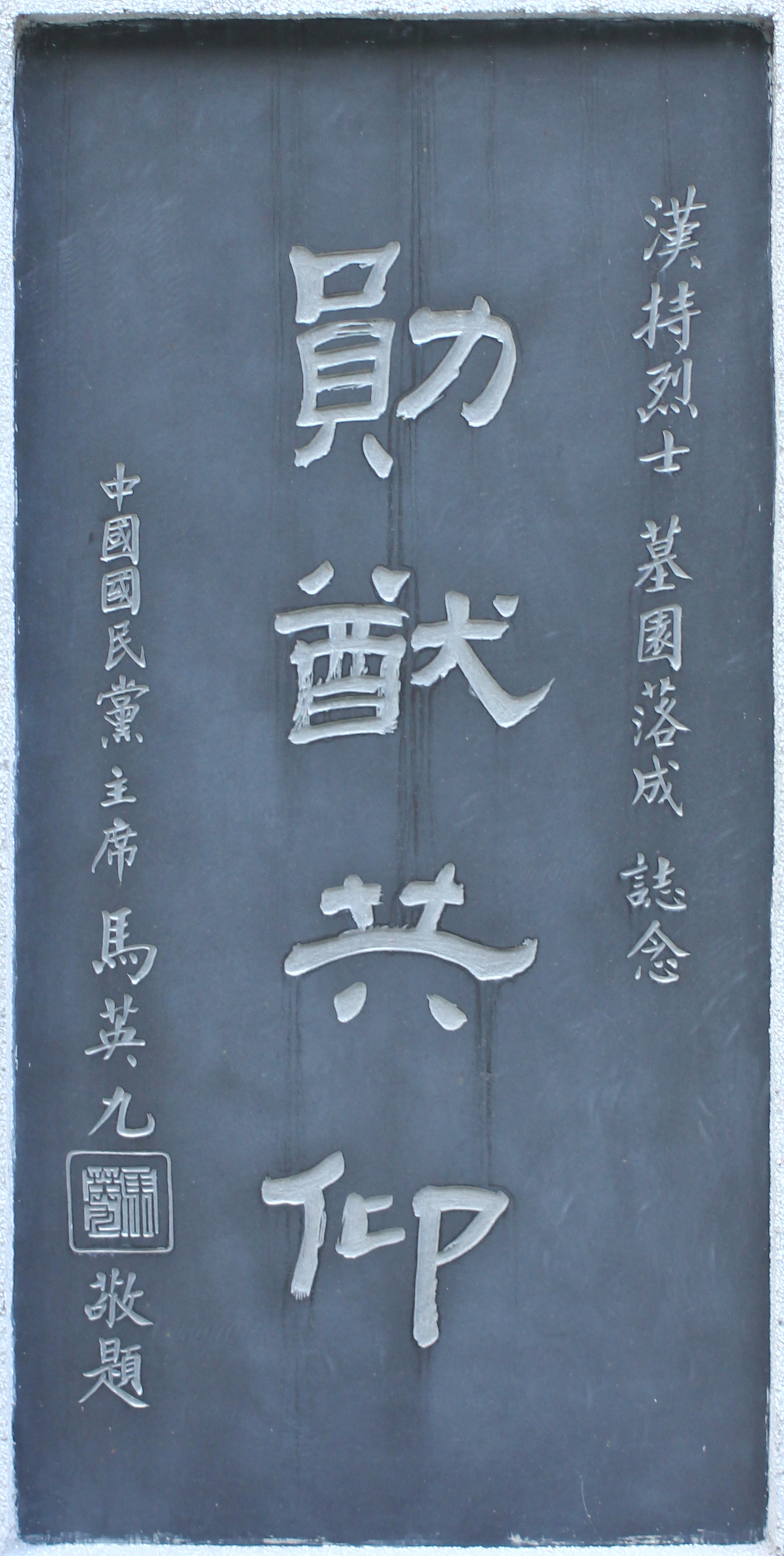
勛猷共仰碑。中國國民黨主席馬英九題。
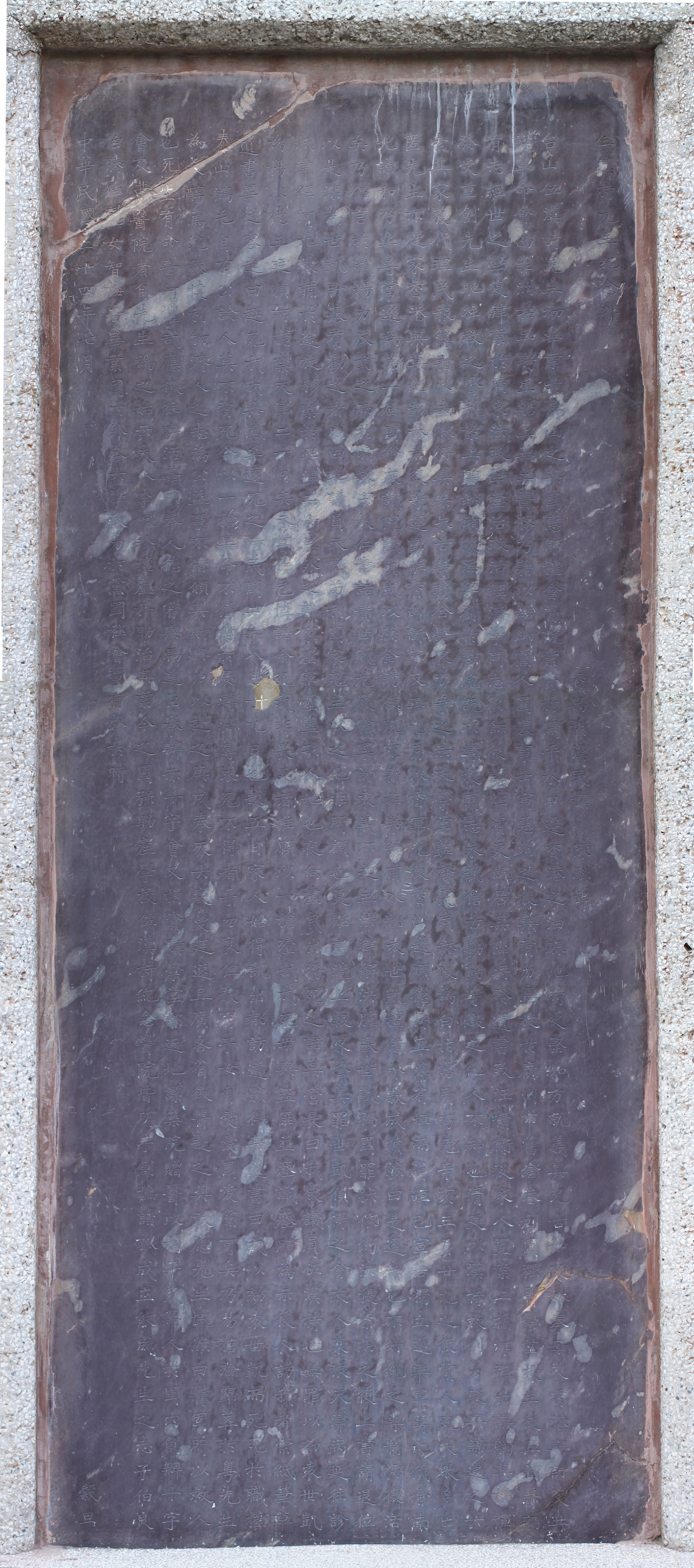
伍漢持先生紀念碑。胡漢民撰，陳融書。中華民國二十四年七月。